# Abdeladim Khadrouf
Abdeladim Khadrouf (sinh ngày 3 tháng 1 năm 1985) là một cầu thủ bóng đá người Maroc thi đấu cho Moghreb Tétouan.

## Sự nghiệp quốc tế

### Bàn thắng quốc tế
Tỉ số và kết quả liệt kê bàn thắng của Maroc trước.
| #  | Ngày                 | Địa điểm                                        | Đối thủ | Tỉ số | Kết quả | Giải đấu                                     |
| -- | -------------------- | ----------------------------------------------- | ------- | ----- | ------- | -------------------------------------------- |
| 1. | 25 tháng 10 năm 2015 | Sân vận động Olympique de Radès, Radès, Tunisia | Tunisia | 1–0   | 3–2     | Vòng loại Giải vô địch bóng đá châu Phi 2016 |
| 2. | 24 tháng 1 năm 2016  | Sân vận động Amahoro, Kigali, Rwanda            | Rwanda  | 3–1   | 4–1     | Giải vô địch bóng đá châu Phi 2016           |